# Takemoto Gidayū
Pour les articles homonymes, voir Takemoto.
Takemoto Gidayū (竹本 義太夫), 1651 –  18 octobre 1714 est un récitant jōruri et le créateur d'un style de narration chantée pour le théâtre de poupées, encore utilisé de nos jours. Le nom « gidayū » est depuis devenu le terme désignant tous les récitants du jōruri nouveau, par opposition au Jôruri ancien ou ko-jôruri. Il est collaborateur du fameux dramaturge Chikamatsu Monzaemon et le fondateur et directeur du théâtre de poupées Takemoto-za.
D'abord connu sous le nom Kiyomizu Gorōbei, il prend le nom de Takemoto Chikugo no Jō en 1701.

## Biographie
Originaire du quartier Tennōji-ku d'Osaka, Takemoto Gidayū joue d'abord à Kyoto en tant qu'apprenti d'Uji Kaganojō. En 1684, il quitte Kaganojō et Kyoto pour retourner à Osaka où il fonde le théâtre Takemoto-za. L'année qui suit son retour voit se développer une concurrence entre Gidayū et Kaganojō pour le public à Osaka mais marque également le début des collaborations de Gidayū avec Chikamatsu, qu'il a rencontré à Kyoto. Ensemble, puisant dans les éléments traditionnels du jōruri, ils en réinventent la forme et le ton. Ils fondent un nouveau genre théâtral qui connaîtra les faveurs du public pendant une grande partie de l'époque d'Edo et dont la renommée se poursuit jusqu'à nos jours.
Le Chihiroshū (« Une Collection de mille brasses de profondeur »), première œuvre publiée de Gidayū, est produite en 1686, bien que son traité le plus important paraisse l'année suivante. Le Jōkyō yonen Gidayū danmonoshū (« Collection de scènes jōruri de la quatrième année de l'ère Jōkyō »), comme ses autres œuvres, contient une longue préface contenant des éléments des théories et de l'approche de Gidayū à l'égard du théâtre et de la représentation. Ce texte reste fondamental pour les artistes jōruri jusqu'à la fin du XIXe siècle.
Bien que Gidayū reconnaisse pleinement les formes traditionnelles anciennes auxquelles fait appel le jōruri, il pense son art comme une création contemporaine et est connu pour se moquer de ceux qui valorisent la lignée et la tradition sur les compétences et les belles représentations. Ses écrits respectent le cadres de la structure des pièces jōruri, basés sur ceux décrits par Zeami Motokiyo pour le théâtre nô. Une pièce construite selon le cadre de Gidayū compte cinq actes, joués au cours de toute une journée. Le premier acte est une ouverture de bon augure, le deuxième est caractérisé par les conflits, le troisième - point culminant de la pièce - par la tragédie et le pathétique, le quatrième est une légère michiyuki (chant de route), et le cinquième une conclusion rapide et de bon augure.
Gidayū scande seul la narration d'une pièce, avec toutes les tirades parlées (ou chantées) de chaque personnage. Le style de déclamation, qui change radicalement entre la parole et le chant, est basé sur une notation exclusive au jōruri, inscrite dans la copie du texte dont dispose le narrateur. De nos jours, un récitant unique peut ne pas assurer la totalité de la représentation, changeant de place avec un collègue après un acte ou deux ou trois, mais il ne joue que très rarement en même temps à côté d'un autre narrateur. 
Son fils Takemoto Seidayū lui succède à la tête du Takemoto-za et poursuit le style et les formes établis par Gidayū.

## Source de la traduction
- (en) Cet article est partiellement ou en totalité issu de l’article de Wikipédia en anglais intitulé « Takemoto Gidayū » (voir la liste des auteurs).